# Lưu Nhuế Lân
Lưu Nhuế Lân (Tiếng Trung: 刘芮麟; sinh ngày 6 tháng 10 năm 1990 tại Bắc Kinh, Trung Quốc), còn được biết đến với tên Wayne Liu, là một nam diễn viên người Trung Quốc, tốt nghiệp tại Học viện Điện ảnh Bắc Kinh. Anh được biết đến nhiều nhất khi đảm nhận vai phụ trong bộ phim cổ trang Tam sinh tam thế và Liệt Hoả Như Ca, cũng như một số bộ phim hài lãng mạn Cút ngay! U Quân. Năm 2022, anh nhận vai Phong Cử trong bộ phim cổ trang Thả Thí Thiên Hạ.

## Phim ảnh

### Phim
| Năm               | Tên Tiếng Việt                    | Tên Tiếng Trung  | Chú thích     | Vai diễn                                                    |
| ----------------- | --------------------------------- | ---------------- | ------------- | ----------------------------------------------------------- |
| 2015              | Cút Ngay! U Quân                  | 滚蛋吧！肿瘤君   | [ 1 ]         | Tiểu Hạ                                                     |
| Tôi là nhân chứng | 我是證人                          | Lương Công       | [ 2 ]         | Tiểu Hạ                                                     |
| 2016              | Songs of the Youth                | 記得少年那首歌   | [ 2 ]         | Tiểu Hạ                                                     |
| 2016              | Người anh em giường trên          | 睡在我上舖的兄弟 | [ 3 ]         | Quản Siêu                                                   |
| 2016              | Long Quyền Tiểu Tử                | 龍拳小子         | [ 4 ]         | Viên La                                                     |
| 2016              | Ông nội tuổi 38                   | 外公芳齡         | [ 5 ]         | Shang Yuan                                                  |
| 2017              | Tam sinh tam thế thập lý đào hoa  | 三生三世十里桃花 | Vai phụ       | Tử Lan - Côn Luân Hư thập lục đệ tử / Vô Vọng Hải tiên nhân |
| 2018              | 21 Carat                          | 21克拉           | Vai khách mời | Gary                                                        |
| 2019              | Thiên Trường Địa Cửu              | 地久天长         | Cameo         | Liu Xing (Trưởng thành)                                     |
| 2020              | Tam sinh tam thế: Chẩm thượng thư | 三生三世枕上书   | Vai phụ       | Ma tộc - Yến Trì Ngộ                                        |
| 2022              | Thả Thí Thiên Hạ                  | 且试天下         | Vai phụ       | Phong Cử                                                    |